# Jerzy Słota
Jerzy Słota (ur. 2 kwietnia 1952 w Łaziskach) – polski piosenkarz i kompozytor, członek zespołu Vox.

## Życiorys
Absolwent Technikum Budowlanego w Zamościu i WSN w Tarnowie. Od 1967 grał w zamojskich zespołach młodzieżowych (m.in. lider zespołu PKS). Uczył w Szkole Podstawowej nr 10 w Zamościu, był dyrektorem GOK w województwie tarnowskim, pracował też w tarnowskim WDK. W kwietniu 1979 dołączył do zespołu Vox, z którym wydał kilka albumów: Vox (1979), Monte Carlo Is Great (1981), Sing, sing, sing (1986), Vox 2 (1989), Największe przeboje (1993), The Best of Vox (1994), Cudowna podróż (1996) i Moda i miłość (1998). Vox był męskim kwartetem wokalnym występującym w składzie: Andrzej Kozioł, Ryszard Rynkowski (rozpoczął karierę solową w 1987 r.) oraz kuzyni: Witold Paszt i Jerzy Słota. Zagrali dziesiątki koncertów w Polsce, a także koncertowali m.in. w Holandii, Szwecji, Stanach Zjednoczonych oraz na Kubie. 22 maja 2020 Paszt i Tokarzewski ogłosili, że nowym członkiem zespołu (w miejsce Jerzego Słoty, który odszedł z zespołu po 40 latach) został Mariusz Matera. 

## Życie prywatne
Był kuzynem Witolda Paszta.

## Dyskografia

### Vox
- Vox (1979)
- Monte Carlo Is Great (1981)
- Sing, sing, sing (1986)
- Vox 2 (1989)
- Największe przeboje (1993)
- The Best of Vox (1994)
- Cudowna podróż (1996)
- Moda i miłość (1998)